# NGC 2266
NGC 2266 (другое обозначение — OCL 471) — рассеянное скопление в созвездии Близнецы. Угловой размер скопления составляет 5 минут дуги. Было открыто 7 декабря 1785 года Уильямом Гершелем. Скопление находится на расстоянии в 3 400 парсек (11 000 световых лет). Возраст близок к возрасту скопления Гиады.
Этот объект входит в число перечисленных в оригинальной редакции «Нового общего каталога».

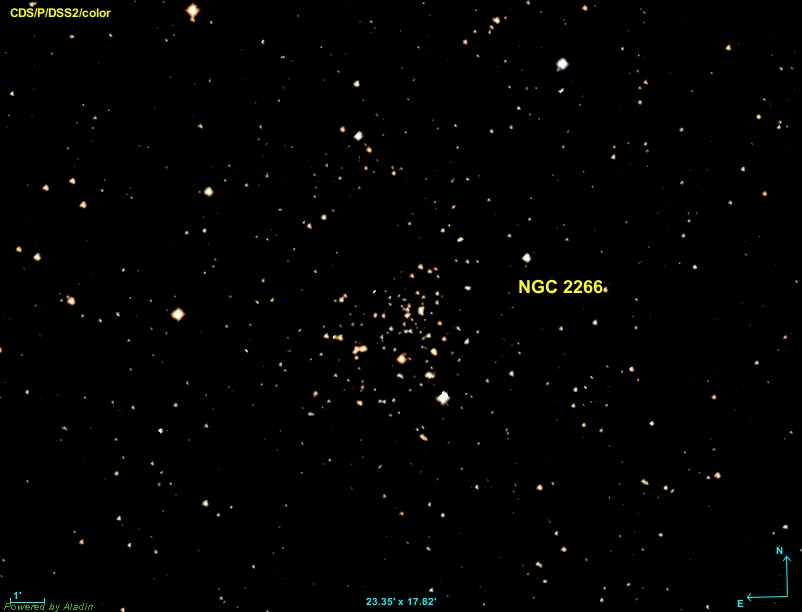
NGC 2266